# وینسا شا
وینسا شا (انگلیسی: Vinessa Shaw؛ زادهٔ ۱۹ ژوئیهٔ ۱۹۷۶) هنرپیشه اهل ایالات متحده آمریکا است. وی از سال ۱۹۸۱ میلادی تاکنون مشغول فعالیت بوده‌است.
از فیلم‌هایی که وی در آن‌ها نقش داشته‌است می‌توان به چشمان کاملاً بسته، عوارض جانبی، ۱۰ به یوما، تپه‌ها چشم دارند، ملیندا و ملیندا، لس آنجلس بدون نقشه، نمایش شب، دو عاشق، وزن آب، شعبده‌بازی، معجزه بزرگ، سرسره برقی، پسر خودسر و سوراخ اشاره کرد.